# Václav Sova
Václav Sova (24. srpna 1918 – ???) byl český a československý, politik Komunistické strany Československa a poúnorový poslanec Národního shromáždění ČSR.

## Biografie
V roce 1948 se uvádí jako zemědělský tajemník ústředního sekretariátu KSČ v Praze. Podílel se na průběhu kolektivizace v Československu. 11. listopadu 1948 rozhodlo vedení KSČ, že bude provedena reorganizace národohospodářského
oddělení generálního sekretariátu ÚV KSČ a bude vytvořeno samostatné zemědělské oddělení, jehož vedoucím byl Václav Sova, následně kooptovaný do organizačního sekretariátu ÚV KSČ. IX. sjezd KSČ ho zvolil členem Ústředního výboru Komunistické strany Československa. Od listopadu 1948 do května 1949 byl členem sekretariátu ÚV KSČ a od května 1949 do září 1951 členem organizačního sekretariátu ÚV KSČ. Na členství v ÚV KSČ rezignoval v listopadu 1952.
Ve volbách roku 1948 byl zvolen do Národního shromáždění za KSČ ve volebním kraji Brno. V parlamentu zasedal do prosince 1953, kdy rezignoval a nahradil ho Jaroslav Malík.